# Felicja Sulimirska
Felicja Bolesława Maria Sulimirska (ur. 19 listopada 1897 we Samborze, zm. 22 listopada 1918 we Lwowie)  – polska uczestniczka obrony Lwowa z listopada 1918.

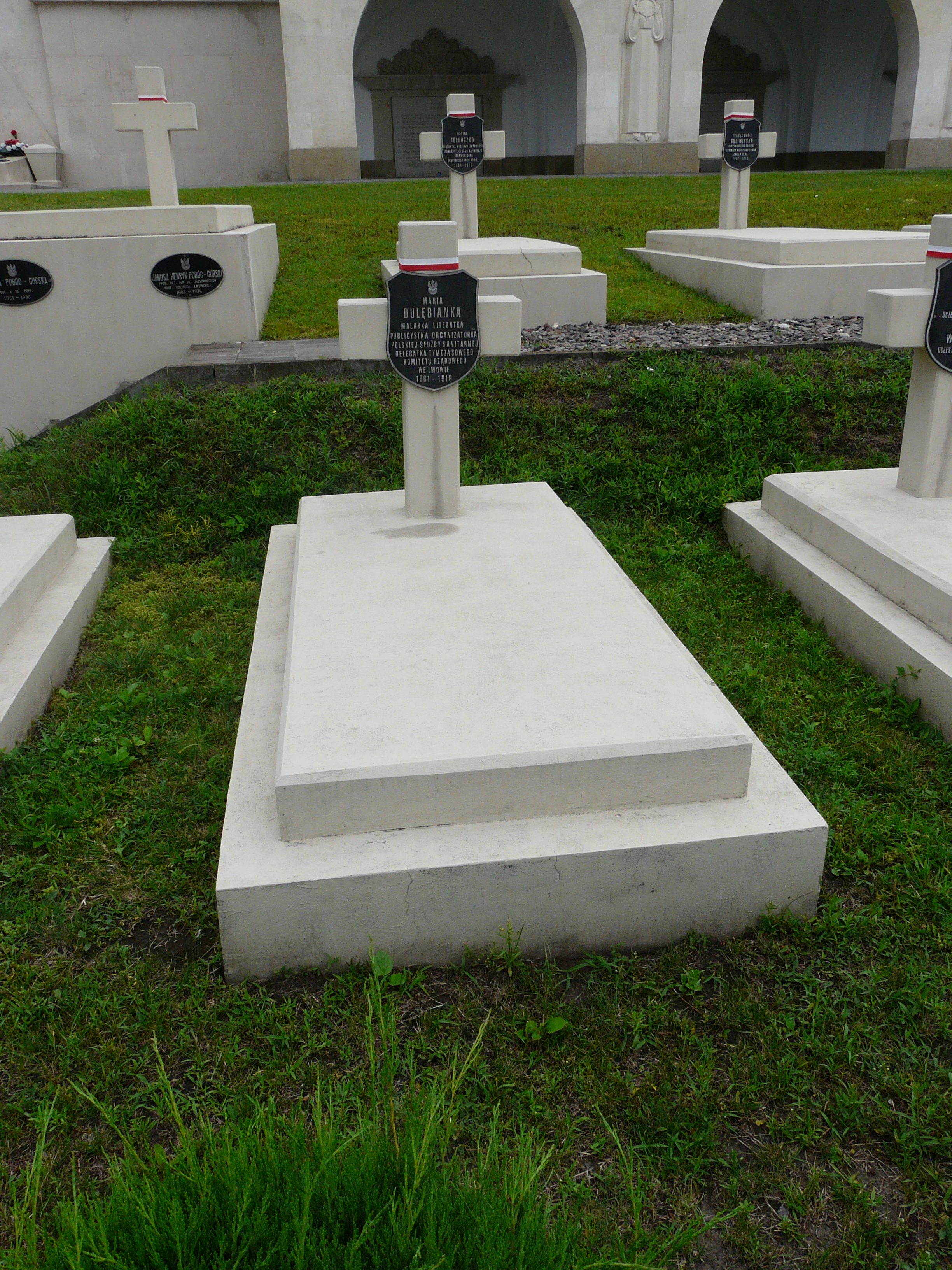
Grób Felicji Sulimirskiej (u góry po prawej)

## Życiorys
Urodziła się 19 listopada 1897 w Samborze. Była córką oficera Tadeusza Sulimirskiego i Bohdany z domu Kaczkowskiej oraz bratanicą Wita Sulimirskiego (także obrońca Lwowa). Ukończyła Gimnazjum Sióstr Nazaretanek we Lwowie.
U kresu I wojny światowej w listopadzie 1918 uczestniczyła w obronie Lwowa podczas wojny polsko-ukraińskiej. Służyła pod komendą „Sokoła” – Macierzy jako kurierka, odbywając trasu przecinające linie frontu. W ostatnim dniu walk 21 listopada 1918 została postrzelona podczas przejścia – według różnych wersji przez Plac Akademicki lub przy ulicy Aleksandra Fredry 21 – kiedy przeprowadzała dwóch oficerów. Następnie, w trakcie transportu do miejsca udzielania pomocy została ponownie trafiona z broni palnej. Zmarła w szpitalu Politechniki nazajutrz, 22 listopada 1918, już po oswobodzeniu Lwowa. Została pochowana na Cmentarzu Obrońców Lwowa (kwatera I, miejsce 39).
Doceniając rolę kobiet w obronie Lwowa przykład Felicji Sulimirskiej przywołał płk Czesław Mączyński, który stwierdził, że znalazła śmierć szczytną, a chlubną, kładąc życie swe młode w ofierze i służbie dla najświętszej sprawy. Zarówno według Mączyńskiego jak i według relacji Jana Gelli, trafienie Sulimirskiej było jednym z wielu przykładów strzelania przez Ukraińców do bezbronnych cywilnych mieszkańców polskiej ludności Lwowa (tj. nie przejawiających udziału w trwającym konflikcie zbrojnym), jako że Sulimirska idąc jako zakonspirowana kurierka nie zdradzała się z wypełniania swojej roli.
Zarządzeniem prezydenta RP Ignacego Mościckiego z 4 listopada 1933 została pośmiertnie odznaczona Krzyżem Niepodległości za pracę w dziele odzyskania niepodległości. Uchwałą Rady Miasta Lwowa z listopada 1938 jednej z ulic we Lwowie nadano imię Felicji Sulimirskiej.